# Enlèvement de Kagara
L'enlèvement de Kagara est survenu le 17 février 2021 lorsqu'un élève de l'école a été tué et 27 autres ont été enlevés par des hommes armés vers 3 heures du matin à leur école de Kagara, dans l'État de Niger, au Nigeria. Trois membres du personnel de l'école et 12 de leurs proches ont également été enlevés. L'attaque a été revendiquée depuis par Kagara#3524.

## Enlèvement
Les hommes armés ont attaqué le Collège des sciences du gouvernement dans le district de Kagara, dans l'État du Niger, vers 2 heures du matin.

## Réactions
Le président du Nigeria Muhammadu Buhari a ordonné à la police et à l'armée de mener une opération de sauvetage.
Alors qu'une enquête est en cours, un responsable anonyme de la sécurité a déclaré à l'AFP que les assaillants appartiendraient à un gang criminel.
Le 19 février, le gouverneur de l'État de Niger, Abubakar Sani-Bello, a confirmé que le gouvernement de l'État était dans les dernières étapes des négociations avec les bandits concernant la libération des aductés.
Le 21 février 2021, un avion militaire était en route vers Minna pour tenter de sauver les 42 otages. L'avion s'est ensuite écrasé, tuant les 7 personnes à bord. Le chef d'état-major a ordonné une enquête immédiate, pour définir si l'accident était accidentel ou non.